# Chaetarthria laeticula
Chaetarthria laeticula är en skalbaggsart som beskrevs av Sharp 1882. Chaetarthria laeticula ingår i släktet Chaetarthria och familjen palpbaggar. Inga underarter finns listade i Catalogue of Life.